# Jesper Daland
Jesper Norman Daland (Kristiansand, 6 gennaio 2000) è un calciatore norvegese, difensore del Cardiff City.

## Carriera

### Club
Daland è cresciuto nelle giovanili del Vigør. Ha esordito nella prima squadra di questo stesso club in data 5 maggio 2015, subentrando a Jan Inge Rygh nella vittoria casalinga per 2-1 sull'Odd 3, in 3. divisjon. Il 15 giugno 2016 è arrivata la prima rete, nel successo per 1-2 sul campo del Randesund.
Nel corso della stagione 2016, Daland è passato allo Stabæk, che lo ha aggregato alle proprie giovanili. Il 24 gennaio 2019 è stato ingaggiato dallo Start, a cui si è legato con un accordo triennale.
Ha esordito in Eliteserien in data 17 giugno 2020, schierato titolare nel pareggio interno per 2-2 contro lo Strømsgodset. Il 21 giugno seguente ha realizzato il primo gol nella massima divisione locale, in occasione del 2-2 sul campo del Sandefjord.
Il 13 maggio 2021 è stato annunciato il trasferimento di Daland ai belgi del Cercle Bruges, per cui ha firmato un accordo quadriennale valido a partire dal 1º luglio, data di riapertura del calciomercato locale. Il 27 luglio è arrivato il debutto in Pro League, quando è stato impiegato da titolare nella vittoria per 0-1 in casa del Beerschot VA. Il 23 ottobre 2021 è arrivato il primo gol, nel pareggio per 1-1 contro lo Standard Liegi.

### Nazionale
Daland ha esordito per la Norvegia under 21 in data 4 settembre 2020: ha sostituito Leo Skiri Østigård nella vittoria per 6-0 contro Gibilterra.
Il 31 maggio 2023 è stato incluso tra i convocati del commissario tecnico Leif Gunnar Smerud in vista dell'imminente campionato europeo Under-21.
Nel settembre 2023 viene convocato per la prima volta in nazionale maggiore.

## Statistiche

### Presenze e reti nei club
Statistiche aggiornate al 6 febbraio 2022.
| Stagione       | Club          | Campionato   | Campionato | Campionato | Coppe nazionali | Coppe nazionali | Coppe nazionali | Coppe continentali | Coppe continentali | Coppe continentali | Supercoppe | Supercoppe | Supercoppe | Totale | Totale |
| Stagione       | Club          | Comp         | Pres       | Reti       | Comp            | Pres            | Reti            | Comp               | Pres               | Reti               | Comp       | Pres       | Reti       | Pres   | Reti   |
| -------------- | ------------- | ------------ | ---------- | ---------- | --------------- | --------------- | --------------- | ------------------ | ------------------ | ------------------ | ---------- | ---------- | ---------- | ------ | ------ |
| 2015           | Vigør         | 3D           | 7          | 0          | CN              | 0               | 0               | -                  | -                  | -                  | -          | -          | -          | 7      | 0      |
| gen.-ago. 2016 | Vigør         | 3D           | 8          | 1          | CN              | 2               | 0               | -                  | -                  | -                  | -          | -          | -          | 10     | 1      |
| Totale Vigør   | Totale Vigør  | Totale Vigør | 15         | 1          |                 | 2               | 0               |                    | -                  | -                  |            | -          | -          | 17     | 1      |
| 2019           | Start         | 1D           | 0          | 0          | CN              | 0               | 0               | -                  | -                  | -                  | -          | -          | -          | 0      | 0      |
| 2020           | Start         | ES           | 30         | 1          | -               | -               | -               | -                  | -                  | -                  | -          | -          | -          | 30     | 1      |
| Totale Start   | Totale Start  | Totale Start | 30         | 1          |                 | 0               | 0               |                    | -                  | -                  |            | -          | -          | 30     | 1      |
| 2021-2022      | Cercle Bruges | D1           | 24         | 2          | CB              | 1               | 0               | -                  | -                  | -                  | -          | -          | -          | 25     | 2      |
| Totale         | Totale        | Totale       | 69         | 4          |                 | 3               | 0               |                    | -                  | -                  |            | -          | -          | 72     | 4      |